# Język maltański
Język maltański (malt. l-Ilsien Malti) – język z grupy semickiej w ramach rodziny afroazjatyckiej. Maltański jest używany m.in. przez około 570 tys. osób na Malcie, gdzie od 1964 jest językiem urzędowym.
Maltański jest spokrewniony z językiem arabskim, a dokładniej z dialektami zachodnimi języka arabskiego, szczególnie z dialektem tunezyjskim. Wiele zapożyczeń czerpał z języków włoskiego i angielskiego. Jest to jedyny język semicki zapisywany wyłącznie alfabetem łacińskim. Niektórzy lingwiści sądzą, że maltański może być potomkiem
wymarłego języka fenickiego.
Najstarszym znanym tekstem zapisanym po maltańsku jest Il-Kantilena (malt. Xidew il-Qada), wiersz pochodzący z XV wieku, pióra Pietru Caxaro.
Maltański bardzo długo pozostawał językiem wyłącznie mówionym. W piśmiennictwie początkowo używano alfabetu arabskiego, a dopiero później łacińskiego.

## Alfabet
Alfabet maltański składa się z 5 samogłosek (a, e, i, o, u) i 23 spółgłosek (b, ċ, d, f, g, ġ, h, ħ, j, k, l, m, n, p, q, r, s, t, v, w, x, ż, z). Zawiera on także 1 dyftong (ie) i 1 dwuznak (għ). Pomimo istnienia litery ċ nie ma litery c. Ponadto, odwrotnie niż w alfabecie polskim, litera ż stoi przed literą z.

### Wymowa
| Litera | Nazwa                      | IPA    | Odpowiednik arabski |
| ------ | -------------------------- | ------ | ------------------- |
| A a    | a – anġlu (anioł)          | a      | ـَ ، ـَا              |
| B b    | be – ballun (piłka)        | b      | ب                   |
| Ċ ċ    | ċe – ċavetta (klucz)       | ʧ      | (چ)                 |
| D d    | de – dar (dom)             | d      | د                   |
| E e    | e – envelopp (koperta)     | ɛ      | (ـَ ، ـَي)            |
| F f    | effe – fjura (kwiat)       | f      | ف                   |
| Ġ ġ    | ġe – ġelat (lody)          | ʤ      | ج                   |
| G g    | ge – gallettina (biszkopt) | ɡ      | (ج ، گ)             |
| GĦ għ  | ajn – għasfur (ptak)       | ʕː, ħː | ع ، ح               |
| H h    | akka – hu (on)             | ħ      | ه                   |
| Ħ ħ    | ħe – ħanżir (świnia)       | ħ      | ح                   |
| I i    | i – ikel (jedzenie)        | i      | ـِ                   |
| IE ie  | ie – ieqaf (stop)          | iɛ, iː | ـِي                  |
| J j    | je – jott (jacht)          | j      | ي                   |
| K k    | ke – kelb (pies)           | k      | ك                   |
| L l    | elle – libsa (sukienka)    | l      | ل                   |
| M m    | emme – mara (kobieta)      | m      | م                   |
| N n    | enne – nanna (babka)       | n      | ن                   |
| O o    | o – ors (niedźwiedź)       | o      | (ـُ ، ـَو)            |
| P p    | pe – paġna (strona)        | p      | (پ)                 |
| Q q    | qe – qattus (kot)          | ʔ      | ء ، ق               |
| R r    | erre – reġina (królowa)    | r      | ر                   |
| S s    | esse – salib (krzyż)       | s      | س                   |
| T t    | te – tieqa (okno)          | t      | ت، ة                |
| U u    | u – uviera (skorupka)      | u      | ـُ ، ـُو              |
| V v    | ve – vjola (fiolet)        | v      | (ڤ)                 |
| W w    | we – widna (ucho)          | w      | و                   |
| X x    | exxe – xadina (małpa)      | ʃ / ʒ  | ش                   |
| Ż ż    | że – żarbun (buty)         | z      | ز                   |
| Z z    | ze – zalza (sos)           | ʦ / ʣ  | (تْس)                |

## Język maltański jako język urzędowy Unii Europejskiej
Język maltański od dnia przystąpienia Malty do Unii Europejskiej jako język urzędowy tego kraju stał się jednym z języków urzędowych i roboczych Unii. Jednak na mocy Rozporządzenia Rady (WE) nr 930/2004 z dnia 1 maja 2004 w ciągu trzech lat od tego dnia (tj. do 30 kwietnia 2007) w języku maltańskim nie były sporządzane ani publikowane wszystkie akty prawne UE, lecz tylko najważniejsze. Pod koniec tego okresu zaległe akty musiały być jednak opublikowane. Przyczyną tego wyjątku były problemy ze znalezieniem odpowiedniej liczby tłumaczy potrzebnych do publikacji Wydania Specjalnego Dziennika Urzędowego Unii Europejskiej oraz jego wydań bieżących. Opisany wyjątek nie naruszał charakteru języka urzędowego i roboczego języka maltańskiego w UE.

## Przykładowe zwroty
cześć – bonġu [bondżiu]

dzień dobry – l-għodwa t-tajba [l’odła ttajba]

dobry wieczór – bonswa [bonsła]

do widzenia – saħħa [sah’ha]

Jak się masz? – Kif Inti?

proszę – jekk jogħġbok [jek jodżbok]

dziękuję – grazzi [gracci]

dziękuję bardzo – grazzi ħafna [gracci hafna]

przepraszam – skużi [skuzi]

tak – iva [iwa]

nie – le [le]

dobranoc – Il-lejl It-tajjeb [il lejl it tajeb]

Jak się nazywasz? – X’jismek? [szijsmek]

nie rozumiem – mhux qed nifhem [musz ed nifem]

nazywam się... – jisimni [jisimni]

Czy mówisz po angielsku? – Titkellem bl-Ingliż? [titkellem blingliz?]

na razie – ċaw [cział]

pa – narak

## Liczebniki maltańskie
| 0    | xejn          |
| 1    | wieħed        |
| 2    | tnejn         |
| 3    | tlieta        |
| 4    | erbgħa        |
| 5    | ħamsa         |
| 6    | sitta         |
| 7    | sebgħa        |
| 8    | tmienja       |
| 9    | disgħa        |
| 10   | għaxra        |
| 11   | ħdax          |
| 12   | tnax          |
| 13   | tlettax       |
| 14   | erbatax       |
| 15   | ħmistax       |
| 16   | sittax        |
| 17   | sbatax        |
| 18   | tmintax       |
| 19   | dsatax        |
| 20   | għoxrin       |
| 30   | tletin        |
| 100  | mija          |
| 101  | mija u wieħed |
| 200  | mitejn        |
| 1000 | elf           |
| 2000 | elfejn        |

## Zapożyczenia z języków europejskich
| maltański  | sycylijski | włoski     | angielski | polski    |
| ---------- | ---------- | ---------- | --------- | --------- |
| skola      | scola      | scuola     | school    | szkoła    |
| repubblika | ripùbblica | repubblica | republic  | republika |
| natura     | natura     | natura     | nature    | natura    |
| pulizija   | pulizzìa   | polizia    | police    | policja   |
| ċentru     | centru     | centro     | center    | centrum   |
| teatru     | tiatru     | teatro     | theatre   | teatr     |

### Zapożyczenia z języka angielskiego
| maltański | angielski      | polski               |
| --------- | -------------- | -------------------- |
| futbol    | football       | piłka nożna / futbol |
| baskitbol | basketball     | koszykówka           |
| mowbajl   | mobile [phone] | telefon komórkowy    |
| lift      | lift/elevator  | winda                |
| friġġ     | fridge         | lodówka              |
| friżer    | freezer        | zamrażarka           |
| wejter    | waiter         | kelner               |
| biljard   | billiard       | bilard               |
| strajk    | strike         | strajk               |
| plejer    | player         | gracz                |
| frejm     | frame          | ramka                |
| bliċ      | bleach         | bielić               |
| fowlder   | folder         | folder               |